# デンサイン・ホワイト
デンサイン・ホワイト（Densign Emmanuel White 、1961年12月21日 - ）は、イギリスのウルヴァーハンプトン出身の柔道選手。階級は86kg級。身長180cm。妻は1984年ロサンゼルスオリンピックの陸上競技・やり投の金メダリストであるテッサ・サンダーソン。段位は7段。

## 人物
1980年のヨーロッパジュニア78kg級で3位になった。その後階級を86kg級に上げると、1984年ロサンゼルスオリンピックでは5位に入った。1986年の英連邦競技大会では2位だった。1987年にはヨーロッパ選手権で2位になると、世界選手権では銅メダルを獲得した。1988年のヨーロッパ選手権でも2位となるが、1988年ソウルオリンピックでは再び5位に終わりメダルを獲得できなかった。1990年のヨーロッパ選手権では3位だった。1992年バルセロナオリンピックでは初戦で敗れた。
引退後はイギリス柔道連盟の会長を12年間も務めた。その後、2014年には国際総合格闘技連盟のCEOに就任した。将来は柔道や空手、ボクシングなどの格闘技をひとつの組織の下で統括すること、総合格闘技をオリンピックに加えることを夢見ている。

## 主な戦績
78kg級での戦績
- 1978年 - ヨーロッパカデ選手権　68kg級　3位
- 1980年 - ヨーロッパジュニア　3位
- 1981年 - イギリス国際　2位

86kg級での戦績
- 1984年 - イギリス国際　2位
- 1984年 - ロサンゼルスオリンピック　5位
- 1984年 - ベルギー国際　優勝
- 1986年 - ドイツ国際　3位
- 1986年 - イギリス国際　優勝
- 1986年 - 英連邦競技大会　2位
- 1987年 - イギリス国際　優勝
- 1987年 - ヨーロッパ選手権　2位
- 1987年 - 世界選手権　3位
- 1988年 - イギリス国際　優勝
- 1988年 - ヨーロッパ選手権　2位
- 1988年 - ソウルオリンピック　5位
- 1990年 - イギリス国際　2位
- 1990年 - ヨーロッパ選手権　3位